# World of Winx
World of Winx je italský dětský animovaný televizní seriál, který vytvořil Iginio Straffi jako spin-off seriálu Winx Club. První epizoda měla premiéru 4. listopadu 2016 na Netflixu.

## Obsazení

### Hlavní role
- Haven Paschall jako Bloom
- Alysha Deslorieux jako Aisha
- Jessica Paquet jako Stella
- Eileen Stevens jako Flora
- Kate Bristol jako Musa
- Saskia Maarleveld jako Tecna
- Suzy Myers jako Roxy (jen 1. řada)

## Dabing
- Kateřina Petrová jako Bloom
- Jitka Moučková jako Stella
- René Slováčková jako Flora
- Ivana Korolová jako Musa
- Regina Řandová jako Aisha
- Terezie Taberyová jako Tecna

## Vysílání
| Řada | Díly | Premiéra v Itálii | Premiéra v Itálii | Premiéra v ČR   | Premiéra v ČR  |
| Řada | Díly | První díl         | Poslední díl      | První díl       | Poslední díl   |
| ---- | ---- | ----------------- | ----------------- | --------------- | -------------- |
| 1    | 13   | 28. ledna 2017    | 7. února 2017     | 17. března 2018 | 7. dubna 2018  |
| 2    | 13   | 18. června 2017   | 30. června 2017   | 7. dubna 2018   | 29. dubna 2018 |
| 3    | 20   | bude oznámeno     | bude oznámeno     | bude oznámeno   | bude oznámeno  |